# Kamusznik właściwy

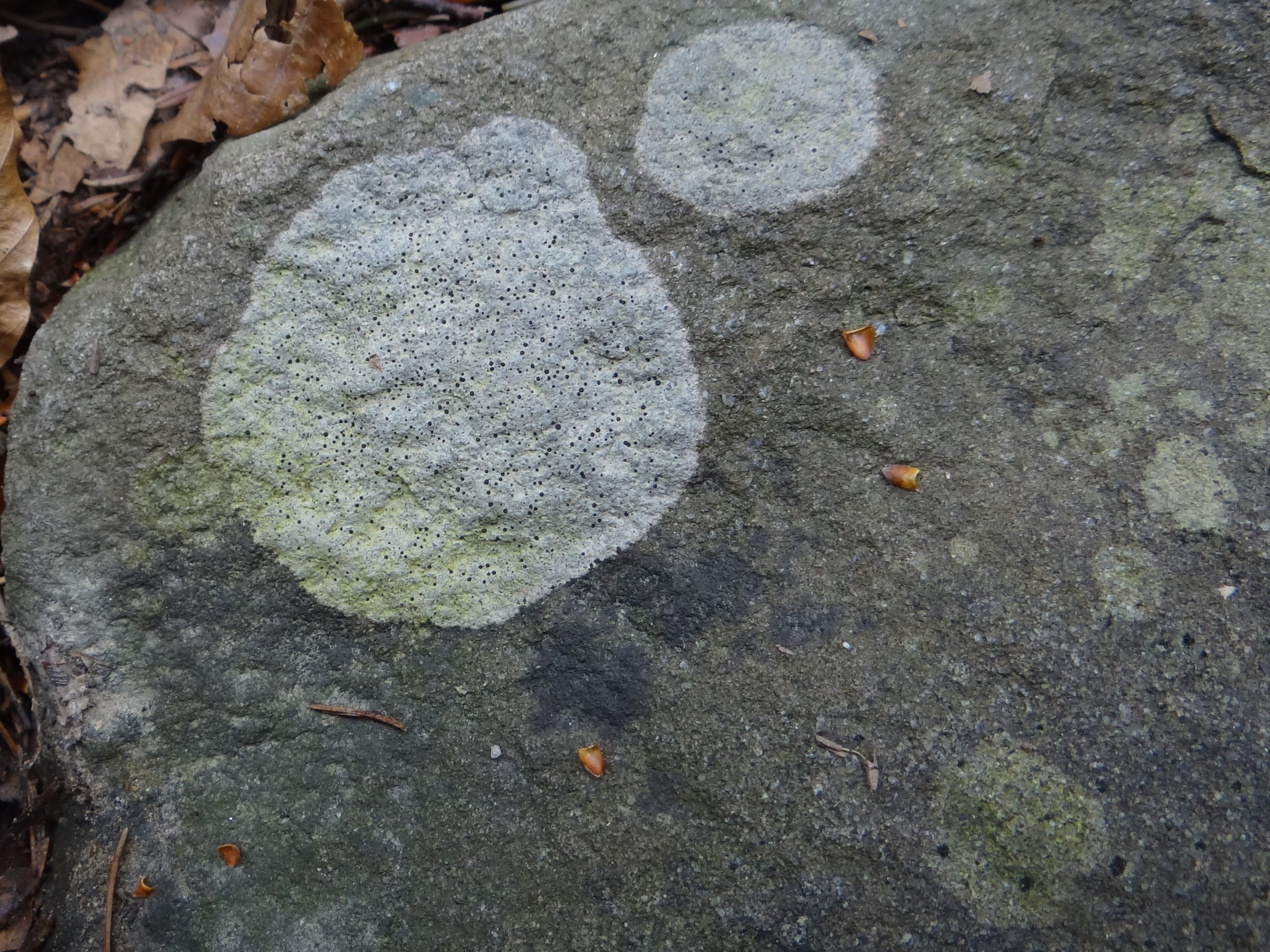
Plechy kamusznika właściwego na piaskowcu

Kamusznik właściwy, krążniczka właściwa (Porpidia crustulata (Ach.) Hertel & Knoph) – gatunek grzybów z rodziny krążniczkowatych (Lecideaceae). Ze względu na współżycie z glonami zaliczany jest do porostów.

## Systematyka i nazewnictwo
Pozycja w klasyfikacji według Index Fungorum: Porpidia, Lecideaceae, Lecideales, Lecanoromycetidae, Lecanoromycetes, Pezizomycotina, Ascomycota, Fungi.
Po raz pierwszy takson ten zdiagnozował w 1810 Erik Acharius nadając mu nazwę Lecidea parasema d crustulata. Obecną, uznaną przez Index Fungorum nazwę nadali mu w 1984 Hertel & Knoph, przenosząc go do rodzaju Porpidia.
Niektóre synonimy nazwy naukowej:

- Biatora crustulata (Ach.) Hepp 1853
- Haplocarpon crustulatum (Ach.) M. Choisy 1950
- Haplocarpon meiosporum (Nyl.) M. Choisy 1950
- Huilia crustulata (Ach.) Hertel 1975
- Lecidea crustulata (Ach.) Spreng. 1827
- Lecidea crustulata var. meiospora (Ach.) Flagey 1893
- Lecidea meiospora Ach. 1872
- Lecidea scutellata Walt. Watson 1932

Nazwy polskie według opracowania W. Fałtynowicza.

### Budowa
Plecha skorupiasta, bardzo cienka lub zanikająca, o barwie popielatoszarej lub niebieskoszarej. Czasami posiada przedplesze. Powierzchnia zazwyczaj jednolita, czasami nieco popękana, rzadko areolkowana. Pojedyncza plecha osiąga średnicę do 8 cm. Kora bezbarwna o grubości 10–35 μm, czasami występują w niej pomarańczowe kryształki. Rdzeń biały, zbudowany ze strzępek o grubości 3,5–4 μm. Znajduje się w nim warstwa glonów protokokkoidalnych o grubości 60–65 μm. Hymenium w górnej części ciemnobrązowe lub oliwkowobrązowe, w dolnej bezbarwne. Ma grubość 60–90 μm i pod wpływem jodu zmienia barwę na niebieską. Znajdują się w nim rozgałęzione wstawki o szerokości poniżej 2-3,5 um na wierzchołku. Hypotecjum ma barwę od jasnobrązowej do ciemnobrązowej i grubość do 150–270 μm. Reakcje barwne: miąższ K+ żółty, lub K–, C–, Pd+ pomarańczowy, lub Pd–, C–.
W plesze występują dość licznie kolistego kształtu apotecja. Mogą być skupione w środku, lub rozproszone, ale przeważnie nie przylegają do siebie. Mają średnicę do 0,3-0,6 (0,8) mm i płaskie lub wypukłe tarczki o czarnej barwie. Ich brzeżek jest również czarny, trwały lub zanikający. Jednokomórkowe askospory mają rozmiar 12–16 × 5–7 μm. Występują także zanurzone w plesze bezbarwne pyknidy.
Wytwarza kilka kwasów porostowych, m.in. kwas norstiktowy.

## Występowanie i siedlisko
Występuje na wszystkich kontynentach z wyjątkiem Antarktydy i Afryki. Najbardziej rozpowszechniony jest na półkuli północnej na obszarach o klimacie umiarkowanym i zimnym oraz w wysokich górach. W Polsce gatunek pospolity na terenie całego kraju.
Rośnie na skałach krzemianowych, na piaskowcach i na betonie, spotykany jest nie tylko na dużych głazach, ale często także na małych kamieniach.

## Gatunki podobne
Najbardziej podobny jest kamusznik większy (Porpidia macrocarpa). Nie wytwarza jednak kwasów porostowych i ma większe zarodniki. Nieco podobny jest także wzorzec pstry (Rhizocarpon petraeum).